# Grimascher och telegram
Grimascher och telegram är ett musikalbum av vissångaren Cornelis Vreeswijk, utgivet 1966 på skivbolaget Metronome och producerat av Anders Burman. LP:n var ett samarbete mellan Vreeswijk och jazzpianisten Jan Johansson. Andra medverkande vid inspelningen var bland andra Rune Gustafsson, Sture Nordin och Egil Johansen.
Hela albumet (förutom "Telegram för en bombad by") finns inkluderat på samlingen Mäster Cees memoarer vol. 2 (1993) som spår 1-13.

## Låtlista
Alla sånger skrivna av Cornelis Vreeswijk, om inte annat anges.

### Sida A
1. Telegram för en bombad by – 1:18
2. Cylinderhatten – 2:37
3. Jubelvisa över Fiffiga Nanette (musik: J. Johansson, text: C. Vreeswijk) – 2:40
4. Telegram för Lucidor – 1:36
5. En visa om ett rosenblad (musik: Georg Riedel, text: C. Vreeswijk) – 4:00
6. Medborgarinnan Agda Gustavssons lott (Duett med Ann-Louise Hanson) – 3:35
7. Polaren Per är kärlekskrank – 2:27

### Sida B
1. Ångbåtsblues – 2:58
2. Telegram för en tennsoldat – 2:25
3. Får jag presentera Fiffiga Nanette? – 1:54
4. Jag hade en gång en båt (Duett med Ann-Louise Hanson) (Trad. sv.text & arr: C. Vreeswijk) – 2:58
5. Balladen om herr Fredrik Åkare och den söta fröken Cecilia Lind (Trad. sv.text & arr: C. Vreeswijk) – 2:58
6. Telegram för min värdinna (musik: J.Johansson, text: C. Vreeswijk) – 1:35
7. Telegram för fullmånen (musik: G.Riedel, text: C. Vreeswijk) – 1:47

## Medverkande musiker
- Jan Johansson – piano, cembalo, dragspel
- Rune Gustafsson – gitarr
- Sture Nordin – bas
- Egil Johansen – trummor